# Ballers
Ballers è una serie televisiva statunitense creata da Stephen Levinson e interpretata da Dwayne Johnson nei panni di Spencer Strasmore, un ex giocatore della NFL che deve intraprendere la sua nuova carriera come manager finanziario di altri giocatori. La serie è stata presentata in anteprima sulla rete televisiva americana HBO il 21 giugno 2015, con un episodio pilota scritto da Levinson e diretto da Peter Berg. La quinta stagione è stata presentata in anteprima il 25 agosto 2019 e si è conclusa il 13 ottobre 2019.

## Trama
La serie vede come protagonista Spencer Strasmore, un ex giocatore di football, diventato manager finanziario dei giocatori dei Miami Dolphins.

## Episodi
| Stagione         | Episodi | Prima TV USA | Prima TV Italia |
| ---------------- | ------- | ------------ | --------------- |
| Prima stagione   | 10      | 2015         | 2015            |
| Seconda stagione | 10      | 2016         | 2016            |
| Terza stagione   | 10      | 2017         | 2018            |
| Quarta stagione  | 9       | 2018         | 2019            |
| Quinta stagione  | 8       | 2019         | 2019            |

## Personaggi e interpreti

### Personaggi principali
- Spencer Strasmore (stagioni 1-5), interpretato da Dwayne Johnson, doppiato da Luca Ward.
Ex campione di football che lavora come mentore e consulente finanziario delle nuove promesse dello sport.
- Joe Krutel (stagioni 1-5), interpretato da Rob Corddry, doppiato da Luigi Ferraro.
Un consulente finanziario alla Anderson Financial che cerca di inserirsi nell'ambiente.
- Ricky Jerret (stagioni 1-5), interpretato da John David Washington, doppiato da Francesco Venditti.
Un atleta molto competitivo e religioso.
- Charles Greane (stagioni 1-5), interpretato da Omar Benson Miller, doppiato da Gianluca Crisafi.
Un affabile ex-atleta in cerca di una nuova carriera.
- Vernon (stagioni 1-5), interpretato da Donovan W. Carter.
Un atleta molto attaccato alla famiglia.
- Jason Antolotti (stagioni 1-5), interpretato da Troy Garity, doppiato da Emiliano Reggente.
Un importante agente sportivo.
- Reggie (stagioni 1-5), interpretato da London Brown, doppiato da Alessio Nissolino.
Un amico di infanzia di Vernon che gestisce i suoi soldi.
- Julie Greane (stagioni 1-5), interpretata da Jazmyn Simon, doppiata da Perla Liberatori.
Moglie dell'ex-atleta Charles Greane.
- Tracy Legette (stagioni 2; 4-5; ricorrente stagione 1), interpretata da Arielle Kebbel, doppiata da Roberta De Roberto.

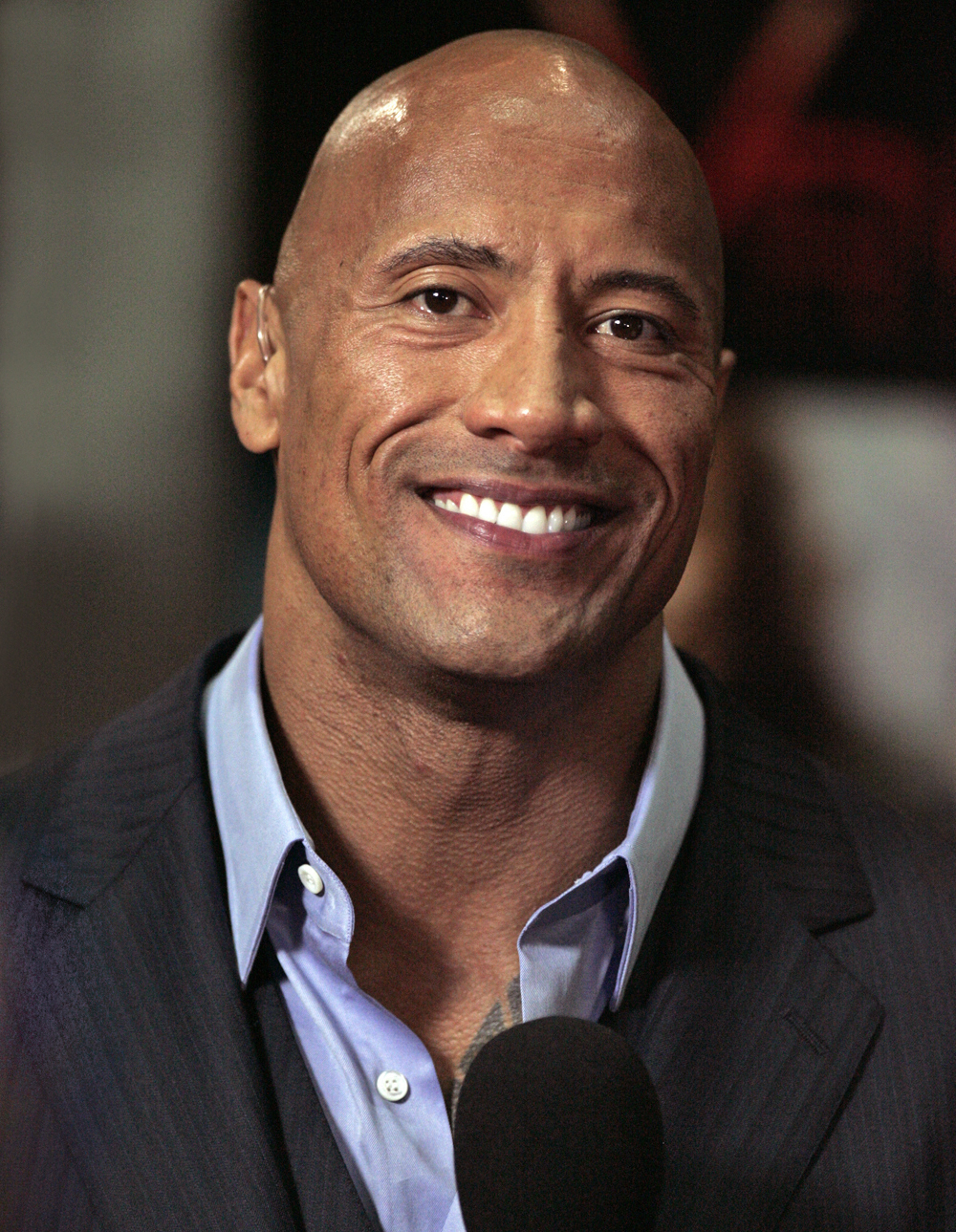
Dwayne Johnson interpreta Spencer Strasmore
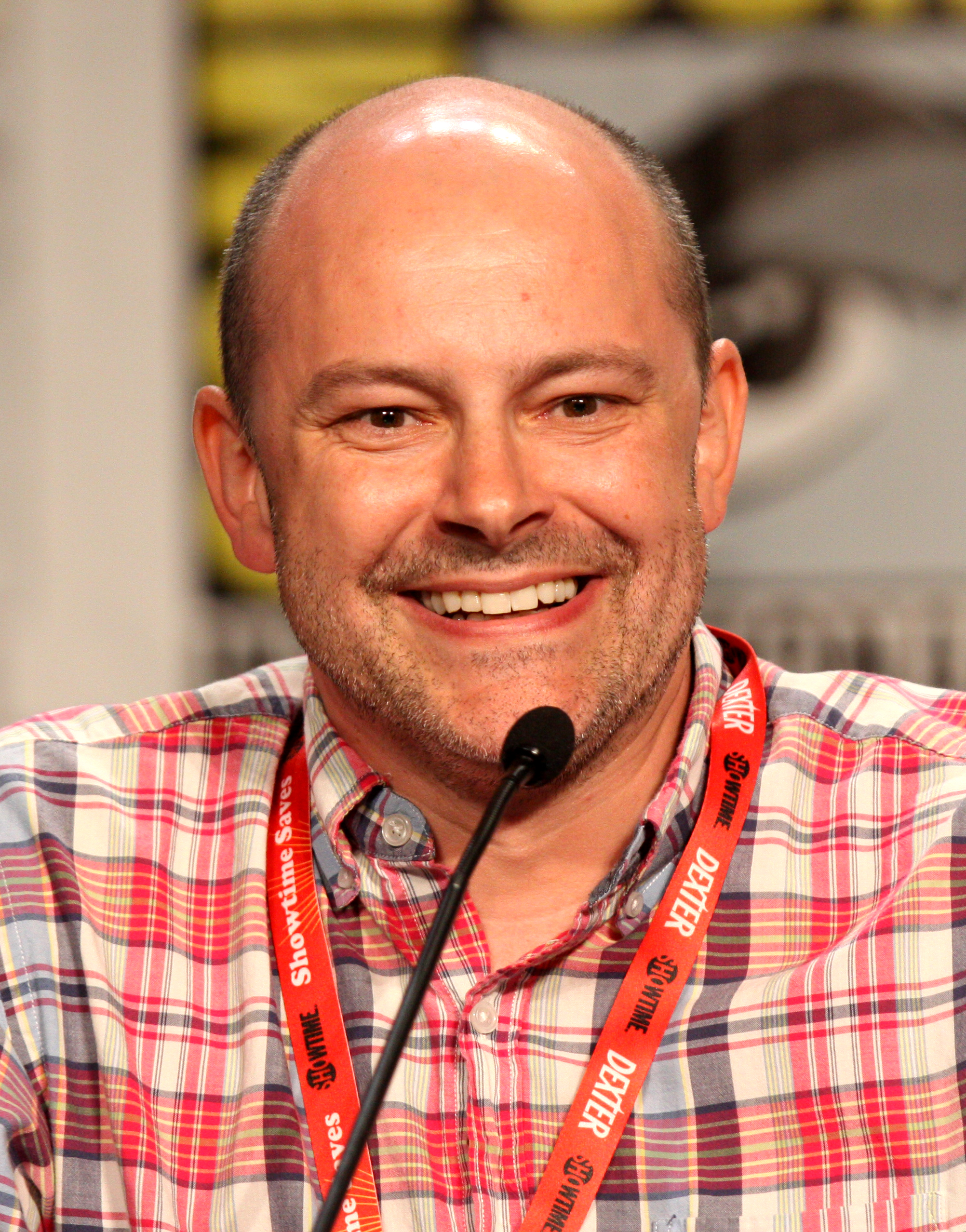
Rob Corddry interpreta Joe Krutel
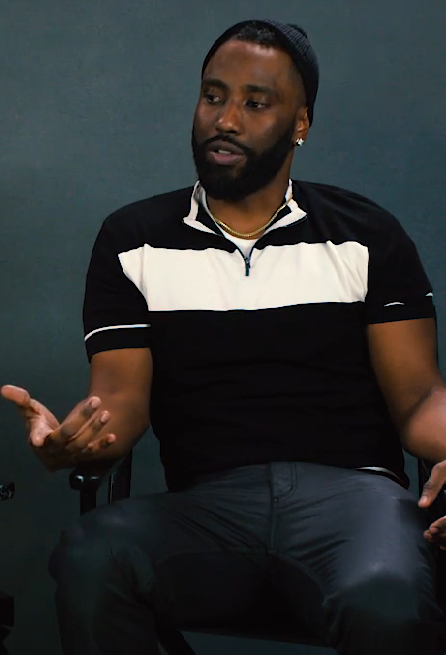
John David Washington interpreta Ricky Jerret
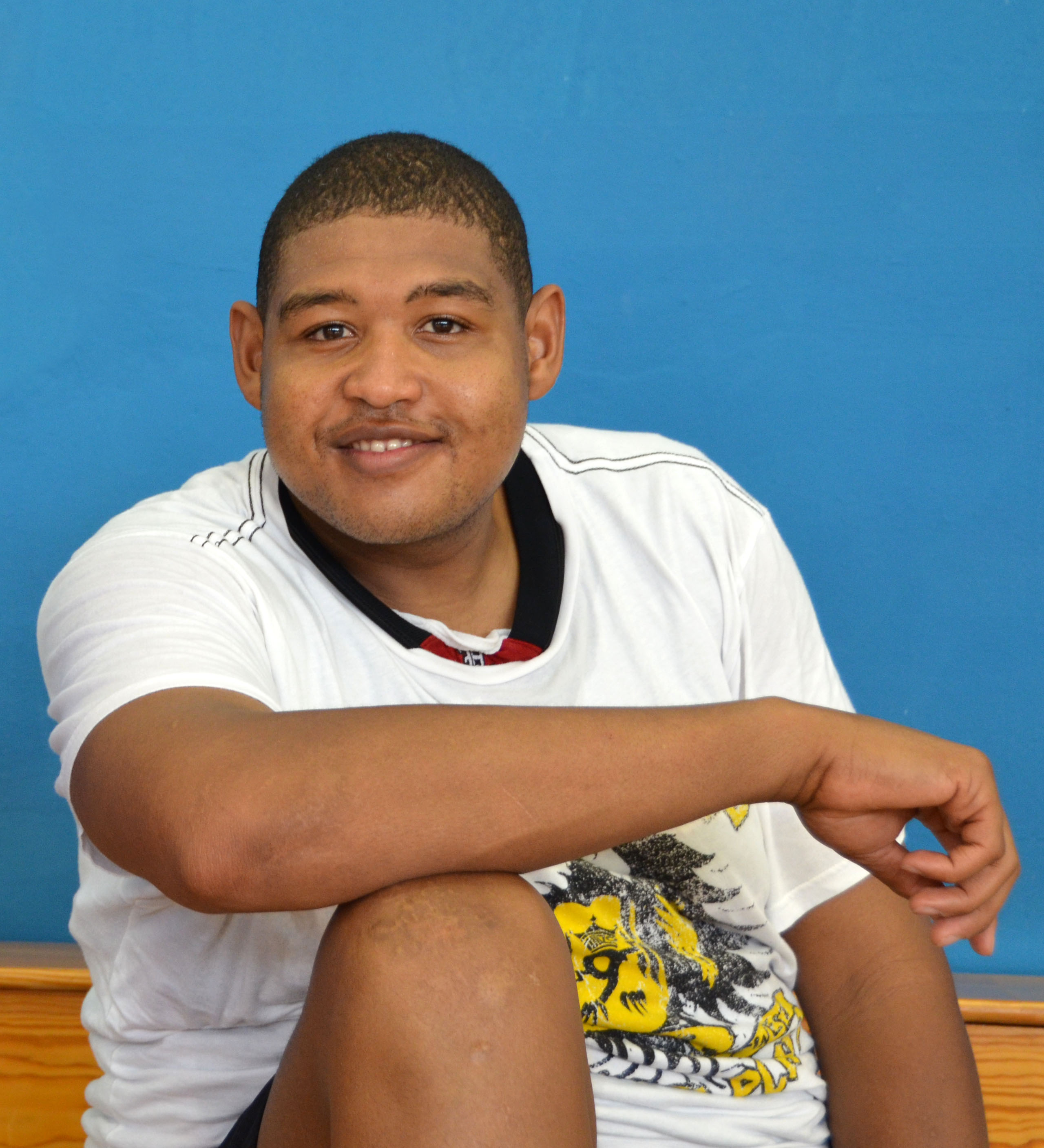
Omar Benson Miller interpreta Charles Greane

### Personaggi ricorrenti
- Brett Anderson (stagioni 1-5), interpretato da Richard Schiff, doppiato da Enzo Avolio.
Proprietario della Anderson Financial e socio in affari insieme a Spencer e Joe.
- Dan Balsamo (stagione 1), interpretato da Michael Cudlitz, doppiato da Stefano Santerini.
- Annabella, (ricorrente stagione 1, guest stagione 2), interpretata da Annabella Acosta.
- Waterboy (guest stagione 1), interpretato da Tyler James Williams.
- Sarah (guest stagione 1), interpretata da Laura Vandervoort.
- Boss Man (stagioni 2-5), interpretato da Christopher McDonald, doppiato da Saverio Indrio.
Uomo d'affari e presidente dei Dallas Cowboys.
- Larry Siefert (stagioni 1-3), interpretato da Dulé Hill, doppiato da Alessandro Quarta.
- Coach (stagioni 1-3), interpretato da Peter Berg, doppiato da Stefano Santerini.
- Maximo Gomez (stagioni 1-3), interpretato da Clifton Collins Jr., doppiato da Stefano Thermes
- Rappresentante NFL (stagione 2), interpretato da Rick Hoffman.
- Jim (guest stagione 2), interpretato da Tuc Watkins.
- Andre Allen (stagione 2), interpretato da Andy García, doppiato da Massimo Lodolo.
Uomo d'affari e vecchio amico di Spencer.
- Wayne Hastings (stagioni 3-5), interpretato da Steve Guttenberg, doppiato da Gianluca Tusco.
Un importante milionario che propone a Spencer di mettersi in affari insieme.
- Chloe (stagioni 3-5), interpretata da Serinda Swan.
Interesse amoroso di Spencer.
- Julian Anderson (stagioni 3-5), interpretato da Steven Weber, doppiato da Gianni Bersanetti.
Uomo d'affari e fratello di Brett, nonché co-proprietario della Anderson Financial.
- Lance Klians (stagione 4), interpretato da Russell Brand.

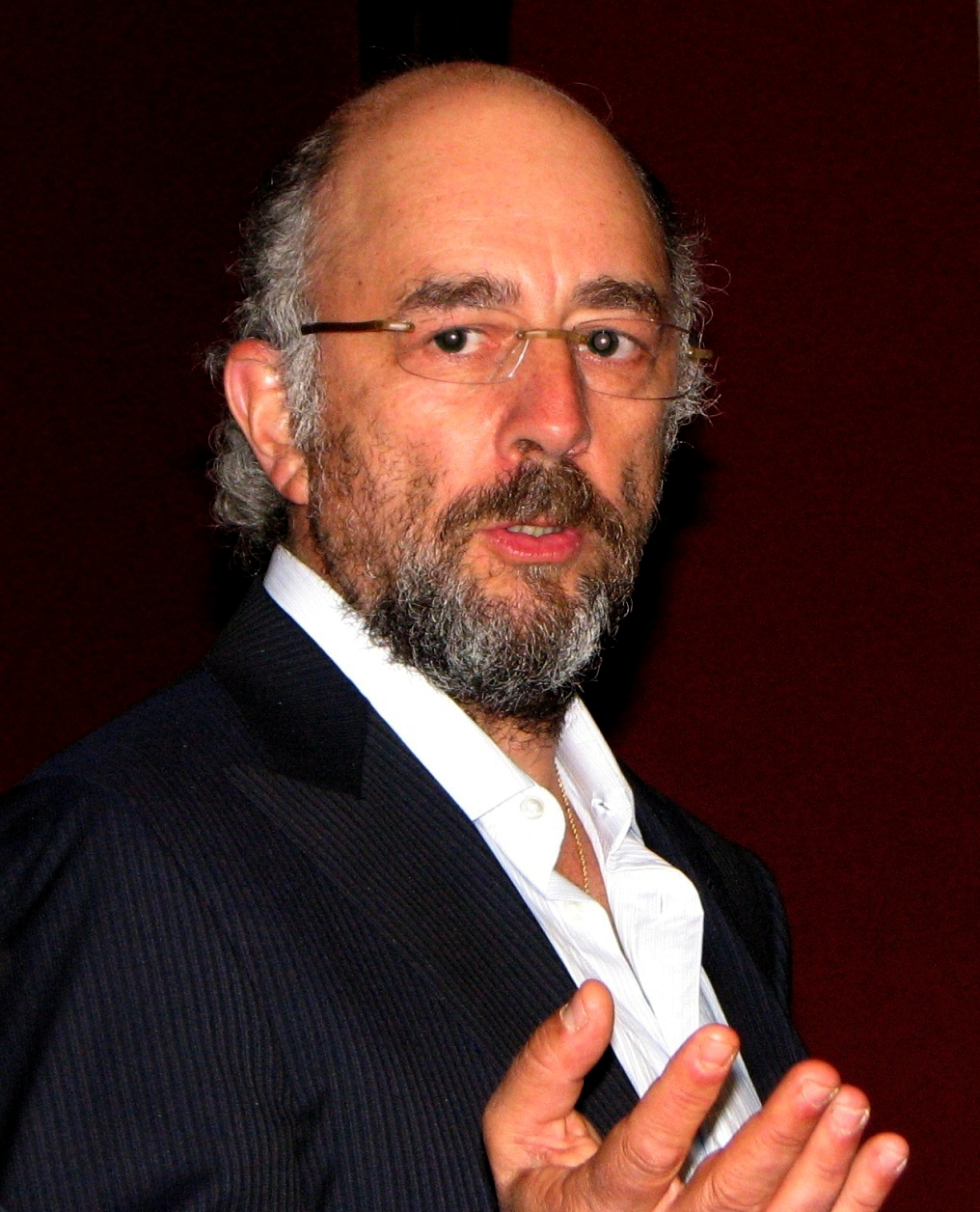
Richard Schiff interpreta Brett Anderson
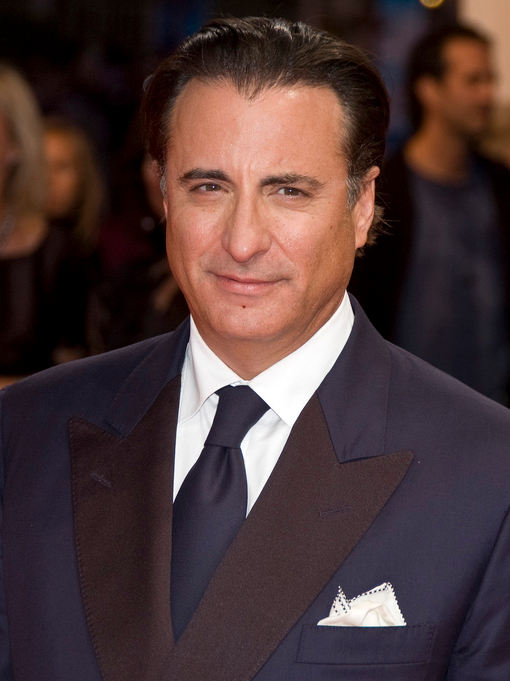
Andy García interpreta Andre Allen
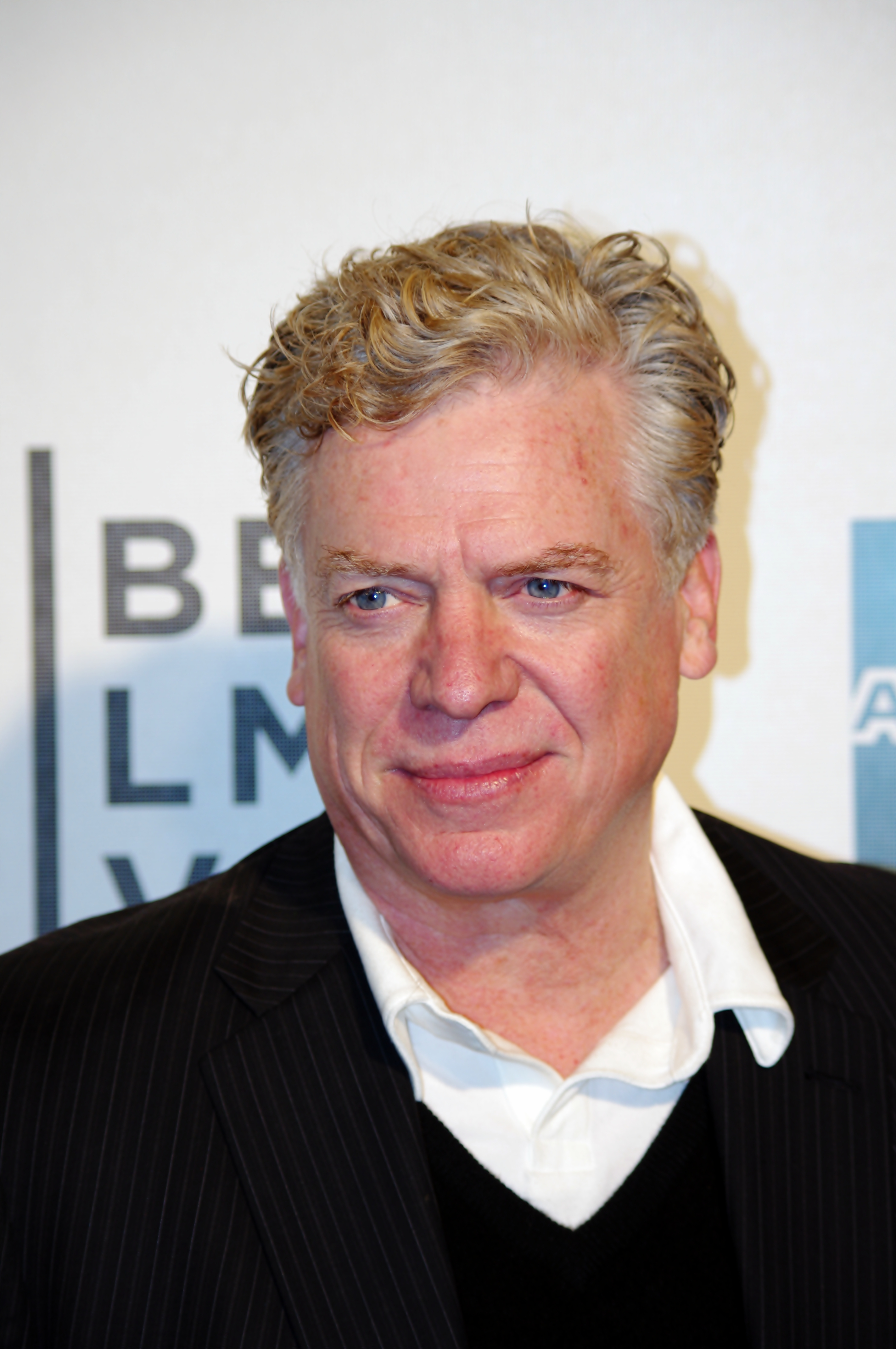
Christopher McDonald interpreta Boss Man
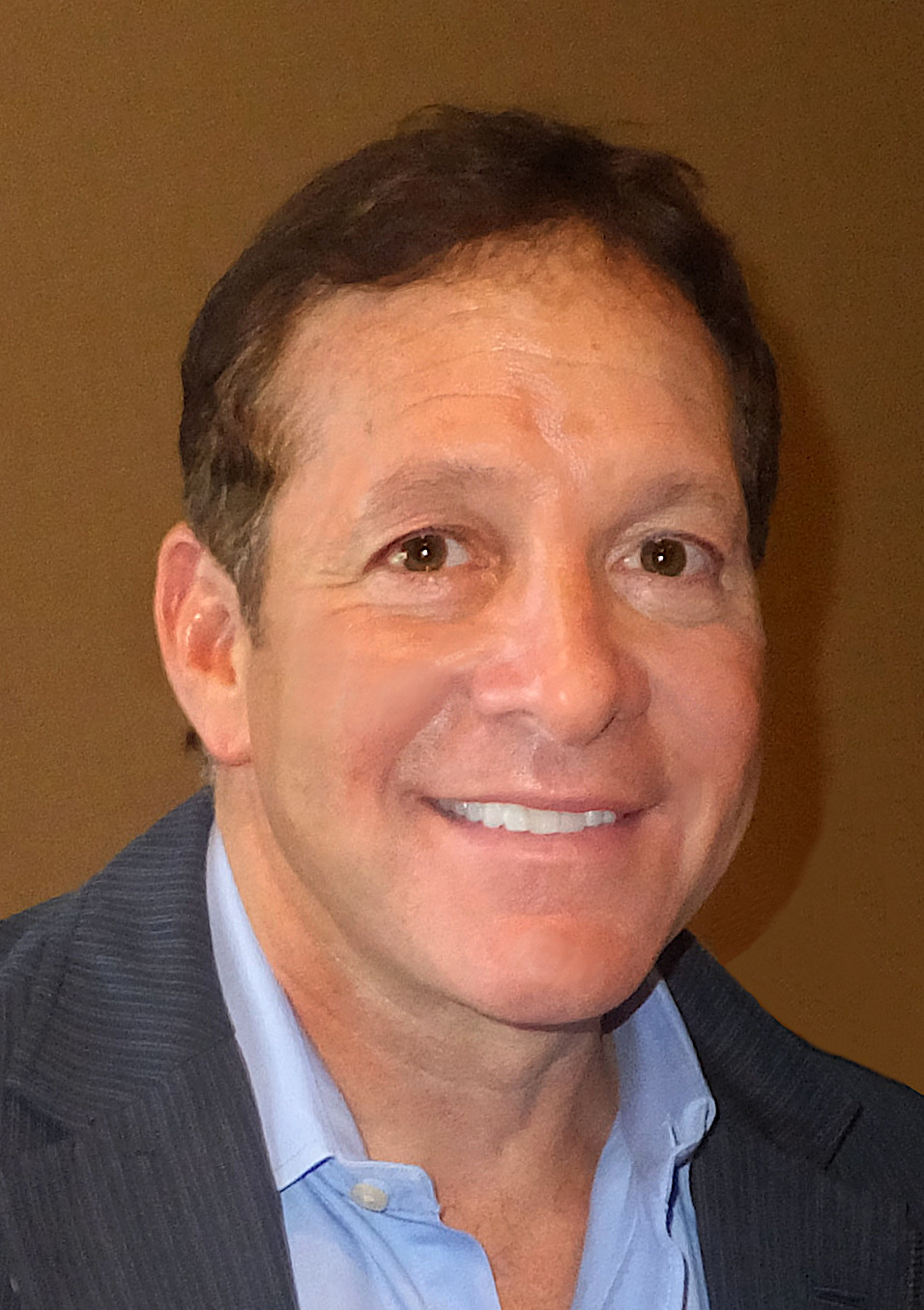
Steve Guttenberg interpreta Wayne Hastings
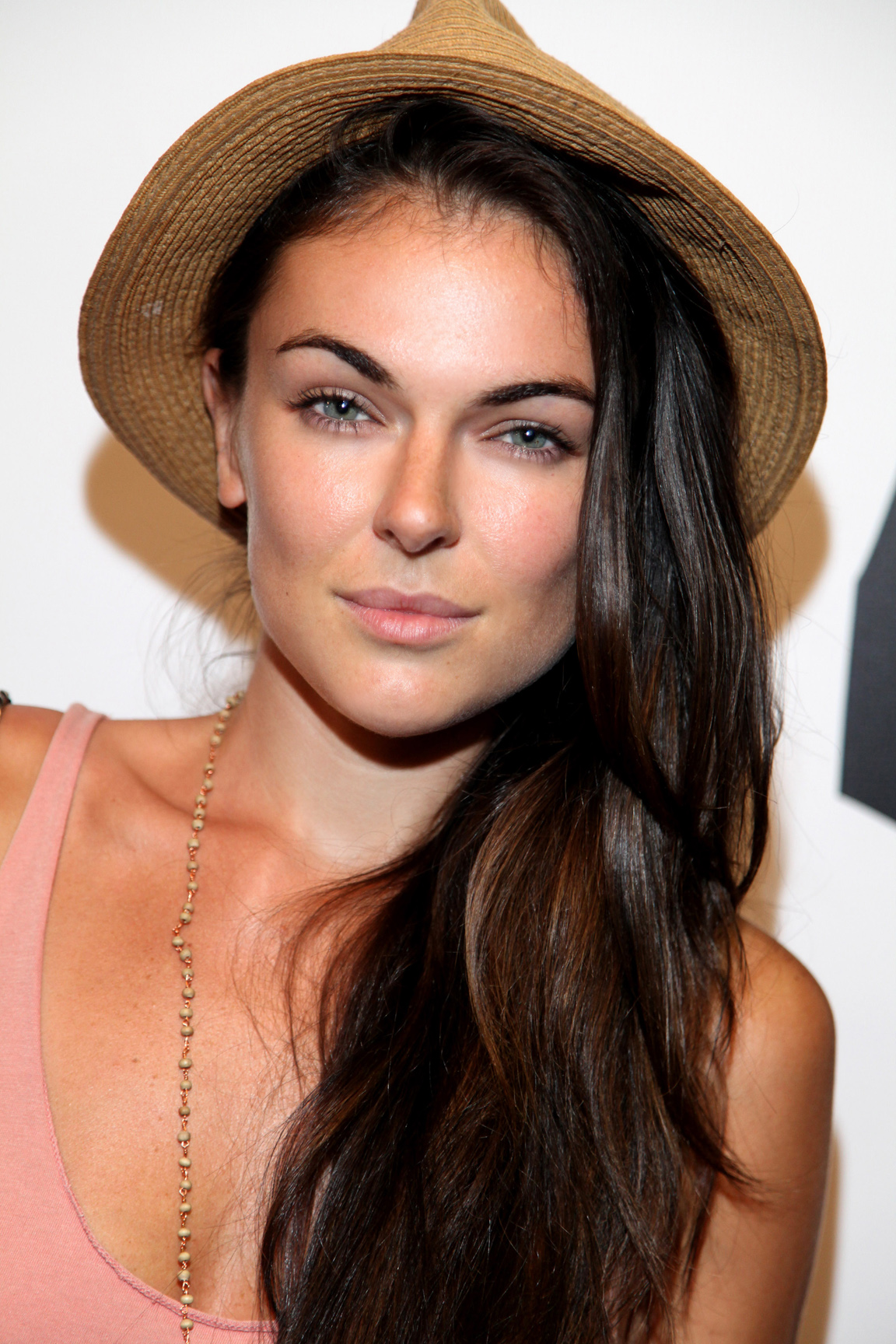
Serinda Swan interpreta Chloe
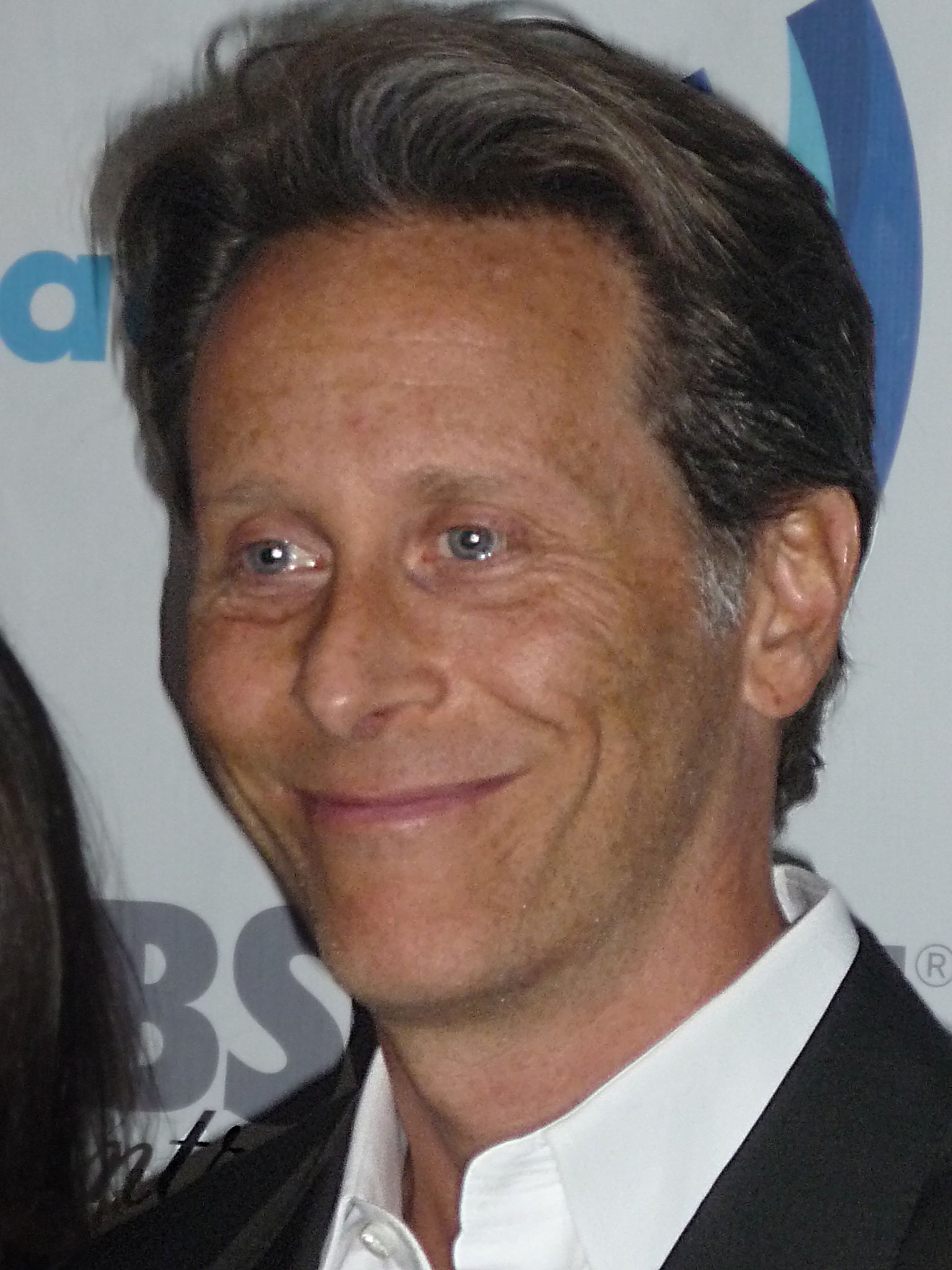
Steven Weber interpreta Julian Anderson
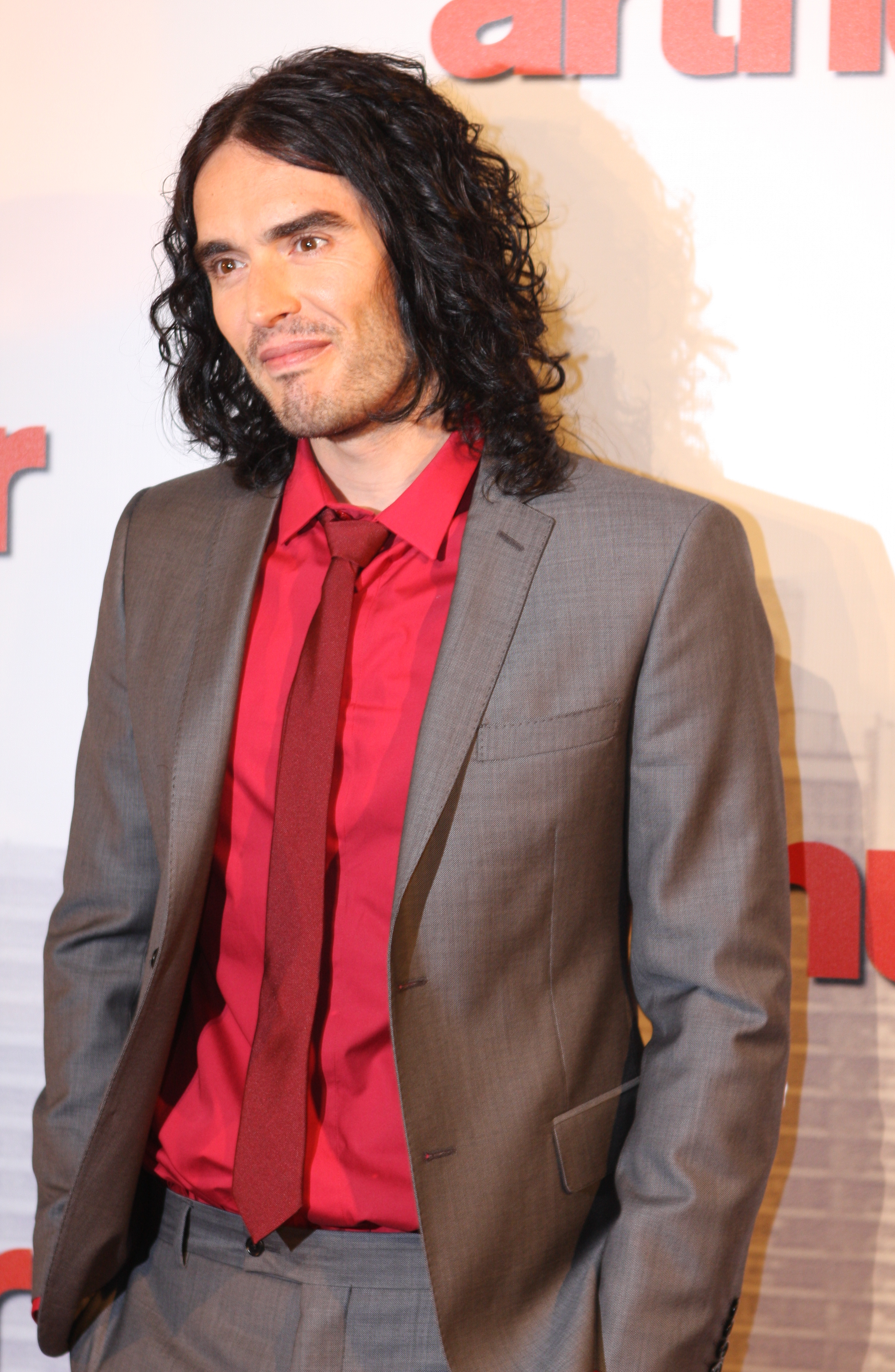
Russell Brand interpreta Lance

## Programmazione
La serie ha debuttato il 21 giugno 2015 su HBO. Il 10 luglio 2015 la serie è stata rinnovata per una seconda stagione, andata in onda dal 17 luglio al 25 settembre 2016.
Il 28 luglio 2016, la serie è stata rinnovata anche per una terza stagione, trasmessa dal 23 luglio al 24 settembre 2017, mentre l'8 agosto 2017, viene rinnovata per una quarta stagione,trasmessa dal 12 agosto al 7 ottobre 2018.
Il 6 settembre 2018 la serie viene ufficialmente rinnovata per una quinta stagione, in onda dal 25 agosto 2019. Il 22 agosto 2019, viene reso noto che sarebbe stata l'ultima.
In Italia la prima stagione è stata trasmessa da Sky Atlantic dal 4 settembre al 6 novembre 2015, mentre la seconda stagione è stata trasmessa dal 30 ottobre al 17 novembre 2016. La terza stagione va in onda a partire dal 23 aprile 2018.

## Accoglienza
Ballers è stata accolta in modo generalmente positivo dalla critica. Sull'aggregatore di recensioni Rotten Tomatoes la prima stagione ha un indice di gradimento dell'80% basato su 45 recensioni, con un voto medio di 6.7 su 10. Su Metacritic ha un voto di 65 su 100.
La seconda stagione, invece, ha un indice di gradimento del 57% con un voto medio di 6 su 10, basato su 7 recensioni su Rotten Tomatoes, mentre su Metacritic, ha un voto di 63 su 100, basato su 4 recensioni.

## Home media
La serie è stata pubblicata in Blu-ray e DVD: la prima stagione il 14 giugno 2016, la seconda il 31 gennaio 2017, la terza il 3 aprile 2018 e la quarta il 29 gennaio 2019.